# Hubert Lancelot
Pour les articles homonymes, voir Lancelot.
 (novembre 2015).
Si vous disposez d'ouvrages ou d'articles de référence ou si vous connaissez des sites web de qualité traitant du thème abordé ici, merci de compléter l'article en donnant les références utiles à sa vérifiabilité et en les liant à la section « Notes et références ».
Henri Lancelot, dit Hubert Lancelot, né le 11 septembre 1923 à Lyon et mort le 7 mars 1995 dans le 14e arrondissement de Paris, est un chanteur français. Il était chargé des rapports de tournée et de l’organisation du groupe, au sein des Compagnons de la chanson.

## Biographie
Recommandé à Louis Liébard par le moniteur de chant Jean Verline, il fait partie des Compagnons de la chanson avec Jean-Louis Jaubert, Fred Mella, Jo Frachon, Guy Bourguignon et Gérard Sabbat. Fils d’entrepreneur issu du monde de la soierie, il fut chef scout de la colline de Fourvière.
Il s'est marié avec Mireille Coutelen, la Mimi des Compagnons de la chanson, qui avait joint sa voix à toutes les autres aux débuts des Compagnons de la Musique de Louis Liébard.
Doté d’une voix de baryton, redoutable joueur de tennis et joueur de cartes émérite, Hubert Lancelot a, en qualité de chroniqueur, publié Nous les Compagnons de la Chanson, en 1989 chez Aubier/Archimbaud.
Hubert Lancelot meurt le 8 mars 1995 d'une leucémie à l'hôpital Léopold-Bellan de Paris. Il était membre de l’Association des Amis d’Édith Piaf.